# Bailey Olter High School
La Bailey Olter High School, anciennement Marianas Teacher Training School, Pacific Islands Teacher Training School puis Pacific Islands Central School, est un lycée situé à Kolonia, sur l'île de Pohnpei, dans l'État de Pohnpei, dans les États fédérés de Micronésie. Initialement une école pour la formation d'un personnel enseignant micronésien pour les établissements scolaires du Territoire sous Tutelle des îles du Pacifique, elle déménage plusieurs fois avant de s'établir définitivement sur l'île de Pohnpei. Elle a accueilli en son sein certains des futurs grands leaders politiques de la région de Micronésie.

## Histoire
En 1947, la Marianas Teacher Training School ouvre ses portes à Guam. Cette école a pour fonction de former le personnel enseignant micronésien local pour toutes les régions du Territoire sous tutelle,. Elle déménage aux îles Truk en 1948 pour avoir une position plus centrale dans le Territoire sous tutelle, et est rebaptisée Pacific Islands Teacher Training School (PITTS),. Le cursus est allongé à trois ans. Il est réduit à deux ans en 1951 et l'école est rebaptisée Pacific Islands Central School mais son objectif est toujours de former des enseignants d'école primaire. Progressivement, des enseignements plus généraux et des matières professionnelles sont intégrés. En 1956, l'école est à nouveau transformée et le cursus est rallongé à trois ans. En 1959, l'établissement scolaire déménage à Weno sur l'île de Pohnpei et accueille des étudiants diplômés d'écoles intermédiaires.
Les diplômés de cette école reçoivent souvent des bourses pour étudier à l'université d'Hawaï à Mānoa ou au Guam Territorial College qui devient plus tard l'Université de Guam. Nombre d'hommes ayant assuré une position de leadership au sein du Territoire sous Tutelle des Îles du Pacifique puis, plus tard, au sein des États fédérés de Micronésie, des îles Mariannes du Nord, des îles Marshall et des Palaos sont passés par cette école.
PICS est le premier lycée de l'île de Pohnpei. Il est à l'origine le seul lycée du Territoire sous tutelle des îles du Pacifique, et pendant une période le seul de la région de Micronésie.

## Élèves notables
- Tosiwo Nakayama (1951-1953)[H 2].
- Andon Amaraich (en) (1953-1955)[H 3].
- Jacob Nena (1961-1964)[4].

## Enseignants notables
- Bailey Olter (années 1950)[5].